# Oreotrochilus
Oreotrochilus – rodzaj ptaków z podrodziny paziaków (Lesbiinae) w rodzinie kolibrowatych (Trochilidae).

## Zasięg występowania
Rodzaj obejmuje gatunki występujące w Ameryce Południowej (Kolumbia, Wenezuela, Ekwador, Peru, Boliwia, Chile i Argentyna).

## Morfologia
Długość ciała 11–15 cm; masa ciała 7,4–8,8 g.

## Systematyka

### Etymologia
- Oreotrochilus: gr. ορος oros, ορεος oreos „góra” (tj. Andy Boliwijskie); rodzaj Trochilus Linnaeus, 1758 (koliber}[6].
- Alcidius: prof. Alcide Dessalines d’Orbigny (1802–1857), francuski ornitolog i pisarz[7]. Gatunek typowy: Trochilus estella d’Orbigny, 1838.
- Gnaphocercus: gr. γναφος gnaphos lub κναφος knaphos „kłująca główka szczeci”; κερκος kerkos „ogon”[8]. Gatunek typowy: Trochilus adela d’Orbigny & Lafresnaye, 1839.

### Podział systematyczny
Do rodzaju należą następujące gatunki:
- Oreotrochilus estella (d’Orbigny, 1839) – górzak andyjski
- Oreotrochilus leucopleurus Gould, 1847 – górzak białoboczny
- Oreotrochilus chimborazo (De Lattre & Bourcier, 1846) – górzak fioletowogłowy
- Oreotrochilus cyanolaemus Sornoza-Molina, Freile, Nilsson, Krabbe & Bonaccorso, 2018 – górzak modrogardły
- Oreotrochilus stolzmanni Salvin, 1895 – górzak zielonogłowy
- Oreotrochilus melanogaster Gould, 1847 – górzak czarnobrzuchy
- Oreotrochilus adela (d’Orbigny, 1839) – górzak klinosterny